# Кое-что задаром
«Кое-что задаром» (англ. Something for Nothing) — юмористический рассказ известного фантаста Роберта Шекли. Впервые был опубликован в журнале «Galaxy Science Fiction» в 1954 году и в сборнике «Гражданин в космосе» («Citizen in Space», 1955).

## Сюжет
Проснувшись, Джо Коллинз неожиданно находит в своей комнате куб с надписью «Утилизатор класса А». После недолгих экспериментов он приходит к выводу, что это то, о чём он всегда мечтал — исполнитель желаний. И вот Коллинз принимается удовлетворять свои всё возрастающие потребности: он заказывает дворцы и нефтяные скважины, деньги и автомобили, стада племенного скота и балетные труппы. Также он неоднократно улучшает здоровье и в конце концов узнаёт, что «утилизатор» является всего лишь кредитной машиной, перемещающей услуги во времени и пространстве. Но кое-что он получает даром: бессмертие — чтобы несколько миллионов лет отрабатывать долг в мраморных каменоломнях.

## Экранизации
- По рассказу в 1996 году был снят короткометражный фильм «Утилизатор» (The Utilizer)[1]. Это единственная режиссёрская работа специалиста по спецэффектам Крэйга Бэррона[англ.]. Картина получила награду Чикагского международного кинофестиваля за спецэффекты, но широкой публике никогда не демонстрировалась[2].
- В России с 2015 года снимали свою одноимённую экранизацию[3][4].